# Coprophanaeus lichyi
Coprophanaeus lichyi là một loài bọ cánh cứng trong họ Bọ hung (Scarabaeidae).